# Oružane snage Republike Hrvatske
Oružane snage Republike Hrvatske je zvanični naziv za Hrvatsku vojsku (HV). Razvijene su iz Zbora narodne garde (ZNG) 1991. Vrhovni komandant je predsjednik Republike Hrvatske. Hrvatska vojska se sastoji iz tri jedinice:
- Hrvatska kopnena vojska (HKoV)
- Hrvatska ratna mornarica (HRM)
- Hrvatsko ratno vazduhoplovstvo i protivvazdušna odbrana (HRV i PVO)

## Misije i zadaci
Oružanim snagama Republike Hrvatske povjerene su četiri misije:
- zaštita suvereniteta i teritorijalne cjelovitosti Republike Hrvatske, odbrana Republike Hrvatske i saveznika što uključuje zaštitu vazdušnog prostora RH, zaštitu vodenih površina pod nadležnošću RH, obavještajne djelatnosti, protokolarni zadaci, potporu zemlje domaćina savezničkim snagama, traganje i spašavanje, odvraćanje potencijalnog agresora te odbrana RH uključujući pozivanje na peti član Sjevernoatlantskog ugovora, odbranu članica NATO saveza
- učestvovanje u operacijama odgovora na krize u inostranstvu odnosi se na mirovne operacije, osim humanitarnih operacija. Obuhvataju operacije potpore miru, održavanja mira, nametanja mira i druge
- učestvovanje u mjerama izgradnje sigurnosti i povjerenja - obrambena diplomatika, regionalne inicijative, nadzor naoružanja te izgradnja mjera povjerenja i sigurnosti
- pomoć civilnim institucijama u zemlji - pomoć civilnim vlastima, pomoć namjenskim službama u zaštiti i spašavanju ljudi i dobara, pomoć civilnim institucijama u borbi protiv terorizma, krijumčarenja te proliferacije oružja za masovno uništenje, pomoć civilnim institucijama izvršenjem ostalih nevojnih zadaća

## Galerija
- Amblem Hrvatske ratne mornarice
- Avion Rafal Hrvatskog ratnog vazduhoplovstva (zrakoplovstva)
- Helikopteri OH-58D “Kiowa Warrior“ u sastav Eskadrile helikoptera, 93. vazduhoplovne baze Zemunik, Hrvatskog ratnog vazduhoplovstva (zrakoplovstva)
- Mehanizovana vozila
- “Krila Oluje“ deluju u sastavu 392. eskadrile aviona 93. krila HRZ-a u kasarni „Pukovnik Mirko Vukušić“ u Zemuniku
- Parada kopnene vojske